# Laura Põldvere
Laura Põldvere (* 30. srpna 1988 Tartu), v letech 2013–2016 Laura Remmel, známá též jen jako Laura, je estonská zpěvačka. V roce 2005 reprezentovala jako členka dívčí skupiny Suntribe Estonsko na Eurovision Song Contest. V roce 2017 se soutěže zúčastnila podruhé společně se zpěvákem Koitem Toome.

## Kariéra
Laura nastartovala kariéru zpěvačky v roce 2005, po vítězství v soutěži Kaks Takti Ette. V roce 2005 se sólově zúčastnila národního kola Eurolaul 2005 pro Eurovision Song Contest 2005 s písní „Moonwalk“, kterou složil a napsal Sven Lõhmus, a také spolu se skupinou Suntribe a jejich písní „Let’s Get Loud“, kterou též složil a napsal Sven Lõhmus. Píseň „Let’s Get Loud“ zaujala první místo, zatímco „Moonwalk“ se umístila druhá. Na Eurovision Song Contest 2005 v Kyjevě reprezentovala Estonsko dívčí skupina Suntribe.
Později se zúčastnila národního kola Eurolaul 2007 s písní „Sunflowers“, kterou složil a napsal Sven Lõhmus, přičemž obsadila třetí místo. V září 2007 vydala své debutové album Muusa a ve stejnou dobu začala studovat na Berklee College of Music v Bostonu, USA.
V roce 2009 se zúčastnila přejmenovaného národního kola Eesti Laul 2009 s písní „Destiny“, kterou složil a napsal Sven Lõhmus, přičemž zaujala třetí místo.
V listopadu 2011 vydala své první kompilační album Sädemeid taevast, které se skládá ze všech singlů od roku 2005 do 2011 a také zde nalezneme singl „Sädemeid taevast“ ze druhého stejnojmenného alba.

## Diskografie

### Alba
- 2007: Muusa
- 2009: Ultra
- 2011: Sädemeid taevast (kompilační album)

### Singly
- 2005: „Moonwalk“
- 2006: „Koos“
- 2007: „Sunflowers“
- 2007: „Muusa“
- 2008: „581 C“
- 2008: „Lihtsad asjad“
- 2009: „Destiny“
- 2009: „Pühakute laul“
- 2009: „Ultra“
- 2010: „Südasuve rohtunud teed“
- 2010: „Võid kindel olla“
- 2011: „Kustuta kuuvalgus“
- 2011: „2020“
- 2012: „Sädemeid taevast“
- 2013: „Head uut aastat“
- 2015: „Supersonic“